# Benjamin Chavaillaz
Benjamin Chavaillaz (3 marzo 1989) è un hockeista su ghiaccio svizzero che gioca nella Lega Nazionale A con l'Hockey Club Fribourg-Gottéron.

## Carriera
Chavaillaz crebbe nel settore giovanile del Lausanne HC, disputando fra il 2006 ed il 2009 100 partite nella formazione Elite, totalizzando 53 punti. Esordì con la prima squadra in Lega Nazionale B nella stagione 2006-2007, disputando quattro incontri. Nelle stagioni successive iniziò a crescere il numero di punti ottenuti, arrivando nel 2010 per la prima volta alla doppia cifra, con 12 punti in 46 partite. Quell'anno prolungò il suo contratto fino al 2013.
Nelle stagioni successive confermò le buone prestazioni raggiunte arrivando a conquistare con il Losanna nella stagione 2012-13 la promozione in Lega Nazionale A a scapito dei SCL Tigers. Già nel febbraio del 2013 accettò un contratto fino al 2015 con l'HC Ambrì-Piotta.

## Palmarès

### Club
- Lega Nazionale B: 1

Losanna: 2012-2013